# Primulina secundiflora
Primulina secundiflora là một loài thực vật có hoa trong họ Tai voi (Gesneriaceae). Loài này có ở Quý Châu (Trung Quốc); được Chun mô tả khoa học đầu tiên năm 1946 dưới danh pháp Didymocarpus secundiflorus. Năm 1982, W.T.Wang chuyển nó sang chi Chirita với danh pháp Chirita secundiflora. Năm 2011, Mich.Möller & A.Weber chuyển nó sang chi Primulina.